# 拉莫娜·波特维希
拉莫娜·波特维希（德語：Ramona Portwich，1967年1月5日—），德国女子皮划艇运动员。她曾代表东德、德国参加1988年、1992年和1996年夏季奥林匹克运动会皮划艇比赛，获得三枚金牌和二枚银牌。